# Maoripartij
De Maoripartij (Engels: Māori Party, Te Reo: Te Paati Māori) is een Nieuw-Zeelandse politieke partij. De partij is in 2004 opgericht door Tariana Turia, voormalig lid van de New Zealand Labour Party. De Maoripartij heeft bij de Nieuw-Zeelandse parlementaire verkiezingen 2023 zes zetels in het Huis van Afgevaardigden bemachtigd.
In november 2024 kwam het parlementslid Hana-Rāwhiti Maipi-Clarke in opspraak, toen zij tijdens de eerste lezing van een wetsvoorstel om de principes achter het Verdrag van Waitangi te verduidelijken in opstand kwam tegen het voorstel door in het parlement de Ka Mate haka in te starten.